# Brejo de Areia
Brejo de Areia é um município brasileiro do estado do Maranhão. Sua população estimada em 2022 era de 9.218 habitantes.
O municipio foi criado pela Lei n° 6.144 de 10 de novembro de 1994, sendo desmenbrado do municipio de Altamira do Maranhão e subordinado à comarca de Vitorino Freire.
O município de Brejo de Areia limita-se ao Norte com o município de Altamira do Maranhão; a Leste com o município de Vitorino Freire; a Oeste com o município de Santa Luzia e ao Sul com o município de Paulo Ramos.

## Geografia
O território do município de Brejo de Areia é de 986,036 quilômetros quadrados, o que o coloca na posição 101 de 217 entre os municípios do estado do Maranhão.
Demografia
De acordo com o Censo Demográfico de 2022, a população do município de Brejo de Areia era de 9.218 habitantes e a densidade demográfica era de 9,35 habitantes por quilômetro quadrado. Comparando-se com outros municípios do estado do Maranhão, ficava na posição 179 e 176 de 217.
Economia
Em 2021, o PIB per capita da cidade de Brejo de Areia era de R$ 8.040,01. Comparando-se com outros municípios do estado do Maranhão, ficava na posição 151 de 217. Já o percentual de receitas externas em 2023 era de 94,22%, o que o colocava na posição 98 de 217.
| PIB per capita [2021]                                                                           | 8.040,01 R$      |
| Índice de Desenvolvimento Humano Municipal (IDHM) [2010]                                        | 0,519            |
| Total de receitas brutas realizadas [2023]                                                      | 40.148.032,58 R$ |
| Transferências correntes (Percentual em relação às receitas correntes brutas realizadas) [2023] | 94,22 %          |
| Total de despesas brutas empenhadas [2023]                                                      | 43.126.410,60 R$ |

Fonte: IBGE
| Salário médio mensal dos trabalhadores formais [2022]                                             | 1,7 salários mínimos |
| Pessoal ocupado [2022]                                                                            | 801 pessoas          |
| População ocupada [2022]                                                                          | 8,69 %               |
| Percentual da população com rendimento nominal mensal per capita de até 1/2 salário mínimo [2010] | 53,3 %               |

Fonte: IBGE
Educação
Em 2010, a taxa de escolarização de 6 a 14 anos de idade do município de Brejo de Areia  era de 94%. Comparando-se com outros municípios do estado do Maranhão, ficava na posição 195 de 217.
| Taxa de escolarização de 6 a 14 anos de idade [2010]             | 94 %             |
| IDEB – Anos iniciais do ensino fundamental (Rede pública) [2023] | 5,0              |
| IDEB – Anos finais do ensino fundamental (Rede pública) [2023]   | 3,9              |
| Matrículas no ensino fundamental [2023]                          | 1.358 matrículas |
| Matrículas no ensino médio [2023]                                | 360 matrículas   |
| Docentes no ensino fundamental [2023]                            | 192 docentes     |
| Docentes no ensino médio [2023]                                  | 32 docentes      |
| Número de estabelecimentos de ensino fundamental [2023]          | 26 escolas       |
| Número de estabelecimentos de ensino médio [2023]                | 2 escolas        |

Fonte: IBGE
Meio Ambiente
 

O município de Brejo de Areia tem como bioma predominante o amazônico. Em 2010, a cidade apresentava 0,4% de domicílios com esgotamento sanitário adequado, além de 10,6% de domicílios urbanos em vias públicas com arborização e 0% de domicílios urbanos em vias públicas com urbanização adequada.